# Premetró
A premetró a villamos, a gyorsvasút és a metró keveréke. A város belső részein alagútban járó metró, külső részeken villamosként működik, hosszabb szakaszokon gyorsvasút.

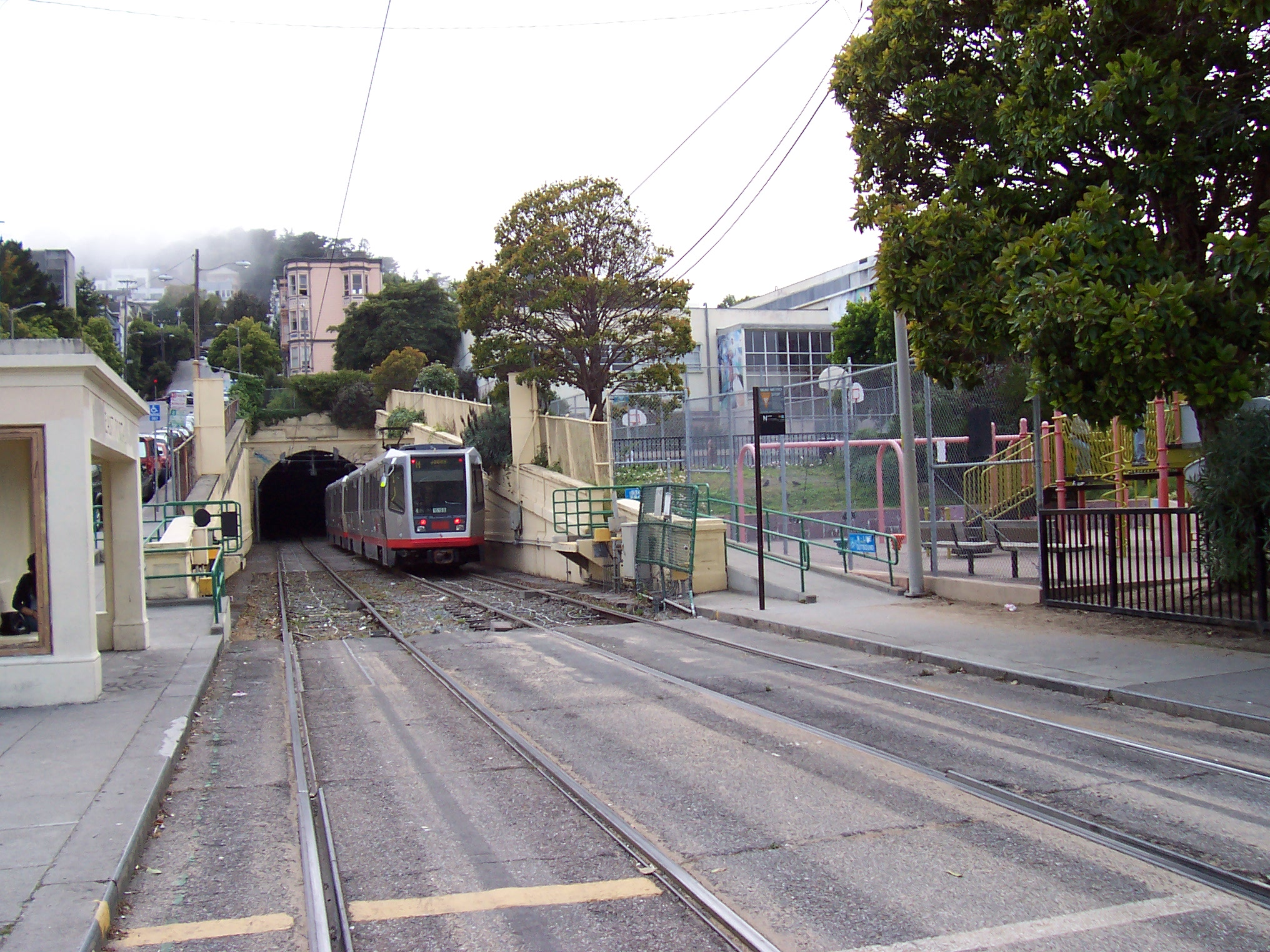
San Francisco: Muni metro alagútban

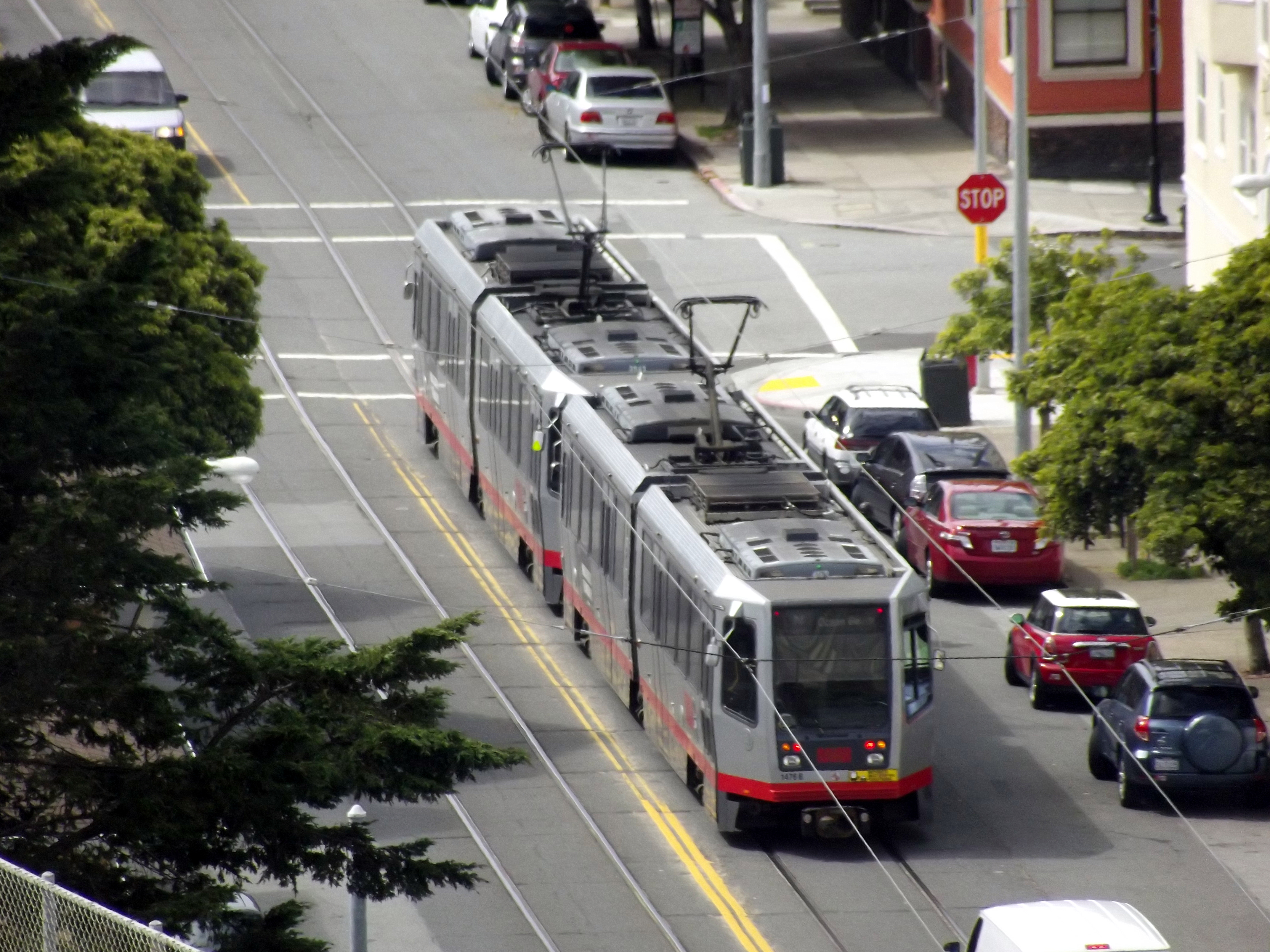
San Francisco: Muni metro villamosként

## Példák
| város             | ország        | metró                    | átadás | állomások száma            | hálózat hossza |
| ----------------- | ------------- | ------------------------ | ------ | -------------------------- | -------------- |
| Buenos Aires      | Argentína     | PreMetro (Line E2)       | 1987   | 17                         | 7,4 km         |
| Antwerpen         | Belgium       | Antwerpse premetro       | 1975   | 11 (+8 használaton kívüli) | 8,1 km         |
| Brüsszel          | Belgium       | Prémétro de Bruxelles    | 1972   | 15                         |                |
| Charleroi         | Belgium       | Métro léger de Charleroi | 1976   | 48                         | 33 km          |
| Frankfurt am Main | Németország   | Frankfurt U-Bahn         | 1968   | 86                         | 64,85 km       |
| Porto             | Portugália    | Porto Metro              | 2002   | 81                         | 70 km          |
| Volgográd         | Oroszország   | Volgograd Metrotram      | 1984   | 22                         | 17,3 km        |
| Valencia          | Spanyolország | Metrovalencia            | 1988   | 169                        | 134 km         |
| Kijev             | Ukrajna       | Kiev Light Rail          | 1978   | 19                         | 21 km          |
| Krivij Rih        | Ukrajna       | Krivij Rih-i metrótram   | 1986   | 11                         | 17,7 km        |

## Korábban premetró, később átalakítva teljes metróvá
- Oslói metró: 1898 villamos, részben földalatti; 1996-tól metró
- Stockholmi metró: 1950: premetró; 1993-től: metró
- Frankfurt: U-bahn
- Boston – Blue Line: 1904: troli, részben alagútban. 1924-től: metró